# Strumigenys dromoshaula
Strumigenys dromoshaula är en myrart som beskrevs av Bolton 1983. Strumigenys dromoshaula ingår i släktet Strumigenys och familjen myror. Inga underarter finns listade i Catalogue of Life.